# Henryków, Ziębice
Henryków [xɛn'rɨkuf], tyska: Heinrichau, är en by i sydvästra Polen, tillhörande Ziębices stadskommun i Powiat ząbkowicki, Nedre Schlesiens vojvodskap. Orten ligger vid floden Oława och är främst känd för sitt cistercienserkloster, instiftat år 1222, omkring vilket en by växte upp.

## Historia
Orten har fått sitt namn efter hertig Henrik I av Schlesien, som var klostrets förste beskyddare och medverkade till dess grundläggning under 1220-talet.
Henrykóws klosterkrönika täcker perioden från mitten av 1200-talet till början av 1300-talet och är känd för att innehålla den äldsta kända skrivna frasen på polska. Krönikan börjar med en förteckning över klosteregendom som plundrades eller skadades vid Mongolväldets invasion av Polen 1242, och blev 2015 officiellt upptagen som UNESCO-världsminne. Boken finns idag utställd på ärkestiftsmuseet i Wrocław.
Området tillhörde vid ortens grundande hertigdömet Breslau, därefter hertigdömet Schweidnitz och från 1321 hertigdömet Münsterberg. Genom fördraget i Trenčín 1335 tillföll Henryków kungariket Böhmen och blev från 1500-talet även del av Habsburgmonarkin. Klostret plundrades och skadades under husiterkrigen på 1400-talet och brändes ytterligare en gång av svenska trupper under trettioåriga kriget. Den nuvarande klosterbyggnaden fick sitt huvudsakliga utseende i barockstil under Heinrich Kahlerts tid som abbot i slutet av 1600-talet.
Orten tillföll Preussen genom Österrikiska tronföljdskriget 1742 och blev en del av provinsen Schlesien. 1810 sekulariserades ortens kloster och egendomen köptes 1812 av prinsessan Wilhelmine av Preussen. Mellan 1871 och 1945 var orten del av Tyska riket. Genom Potsdamöverenskommelsen 1945 tillföll orten Polen och den huvudsakligen tysktalande befolkningen tvångsförflyttades. 
Under den kommunistiska epoken fanns en statlig lantbrukshögskola vid klostret. Sedan 1990-talet används klostret som filial till Wrocławs prästseminarium.